# Reddick
Reddick – wieś w Stanach Zjednoczonych, w stanie Illinois, w hrabstwie Kankakee.